# 俄罗斯入侵乌克兰时间轴 (2023年2月)

俄羅斯入侵烏克蘭的動態地圖（参见可交互的俄烏戰爭詳細地圖）

本條目主要列出俄罗斯入侵乌克兰在2023年2月的過程。

## 2月1日
俄罗斯承认自2022年秋天以来，該國错误地招募了数千名士兵前往乌克兰参战。
德国副总理兼经济和气候保护部长哈贝克在接受采访时表示，反对向乌克兰提供战斗机。
乌克兰国防部长列兹尼科夫与法国武裝部隊部長勒科尼尔在巴黎会面，进一步讨论军事援助问题。双方签署了关于法国向乌克兰防空部队提供GM-200型雷达的备忘录。
俄罗斯国防部通报，俄军在赫尔松方向的克鲁格利克湖摧毁乌军2艘摩托艇和10人登陆小组，并摧毁当地3个弹药库。在苏梅州，俄军打击一家为乌军生产火炮弹药的工厂。另外，俄军还继续在库皮扬斯克、利曼、顿涅茨克和扎波罗热等方向消灭乌军士兵并打击乌方军事装备。顿涅茨克当地官员表示，顿涅茨克的交通要地巴赫穆特现在处于俄军包围圈中，俄方正在缩小对该地的包围圈。
乌克兰武装部队总参谋部战报称，乌军过去24小时在顿涅茨克8个定居点附近击退俄军进攻。乌空军对俄方兵力集中区实施9次空袭，对防空导弹阵地进行2次打击。乌导弹和炮兵部队还对俄方13个兵力集中区、1个控制点和2个弹药库实施了打击。
乌克兰警方表示，俄军當晚发动导弹袭击摧毁了克拉莫托斯克市的一幢公寓大楼，另有七栋公寓楼受损。至少造成3人死亡，20人受伤。切尔尼戈夫地区东北部一地下室遭俄罗斯發射的迫击炮击中，造成4人丧生。

## 2月2日
欧盟委员会主席冯德莱恩抵达基辅，她将参加即将在基辅举行的欧盟-乌克兰峰会，并与乌克兰总统泽连斯基举行会谈。
乌克兰军方当天公布了海步第406砲兵旅士兵在赫尔松地区摧毁俄军新型“Tor-M2DT”防空系统的视频。报道称，这是乌方首次确认摧毁该防空系统。
欧洲安全与外交政策高级代表博雷利在与乌克兰总理什梅加尔会见后通过其官方社交媒体宣布，欧盟将增加帮助培训乌克兰军人的计划，从总人数1.5万人增加到3万人。欧盟将提供针对“豹2”坦克在内的新装备的技术培训。此外，欧盟还将向乌克兰提供2500万欧元用于乌克兰境内的排雷工作。
乌克兰国家通讯社报道称，乌克兰总统泽连斯基在与到访的欧盟委员会主席冯德莱恩的联合发布会上表示，乌克兰收到了欧盟委员会关于乌克兰欧盟候选国地位调查问卷第二部分的报告，这将成为政府官员进一步工作的基础。乌克兰总理什梅加尔当天在与欧盟委员会主席冯德莱恩举行的联合发布会上表示，乌克兰与欧盟签署了一项关于乌克兰参与欧盟单一市场促进计划的协议。他表示，该协议旨在“确保乌克兰绿色和数字化转型”，并将有助于提高乌克兰企业的竞争力。
据德新社援引其在安全部门的消息来源，大约70名乌克兰士兵将于当天起开始接受“爱国者”防空系统的培训。
欧盟理事会通过了欧洲和平基金下的援助措施，为乌克兰武装部队提供进一步的军事援助。其中包括价值5亿欧元的第7个一揽子计划，以及一项4500万欧元的新援助措施，用于支持欧盟乌克兰“军事援助团”的培训工作，包括提供非致命设备和用品以及支持训练活动的相关服务。
俄罗斯国防部发言人科纳申科夫表示，俄军在库皮扬斯克、红利曼、顿涅茨克、南顿涅茨克、扎波罗热和赫尔松等方向，打击了乌军士兵以及装甲战车、榴弹炮在内的武器装备。在利西昌斯克，俄军打击了乌军3辆“冰雹”多管火箭炮车。在卢甘斯克、哈尔科夫和赫尔松，俄军击落了4枚乌军发射的“海马斯”多管火箭炮弹和5架乌军无人机。
乌克兰武装部队总参谋部发布战报称，在过去24小时内，乌武装部队击退了俄军在顿涅茨克和卢甘斯克14个定居点附近的进攻。乌导弹和炮兵部队对俄军1处控制点、3处人员集结点以及1处燃料库实施了打击。

## 2月3日
《南德日報》報導，德國政府已批准將庫存豹1主力戰車交付烏克蘭，且在商討從卡達買回15輛獵豹防空砲車轉送烏國。德国政府发言人黑贝施特赖特表示，德国已经批准向乌克兰出口“豹1”主战坦克，但并没有说明出口的数量。
欧洲理事会主席米歇尔抵达乌克兰首都基辅并进行访问。米歇尔在当天举行的欧盟-乌克兰峰会会后的新闻发布会上表示，欧盟已经提供120亿欧元的军事援助，并将在今年训练3万乌军士兵。并表示，欧盟将与乌克兰共同努力实施乌克兰提出的和平方案。乌克兰总统泽连斯基当天在其官方社交账户发布信息称，乌克兰在融入欧盟内部市场方面取得了进展，批准了乌克兰经济部门进一步融入欧盟共同市场的2023至2024年优先行动计划。泽连斯基同时表示欧盟决定尽快开始乌克兰加入欧盟的谈判，此外欧盟将为乌克兰国防领域提供更多资金，并已决定出台对俄罗斯第十轮制裁措施。
乌克兰国家通讯社报道称，乌克兰总统泽连斯基当天会见了到访的波兰副总理兼波兰国防部长布瓦什恰克。在会谈中泽连斯基表示，波兰在对乌克兰安全援助问题上发挥着领导作用，尤其是华沙在建立援乌坦克联盟方面发挥着重要作用。泽连斯基向布瓦什恰克通报了前线情况，并讨论了加强乌克兰军队防御能力的步骤。布瓦什恰克称，波兰已经开始培训乌克兰士兵操作“豹”式坦克。
美国国防部宣布将为乌克兰提供价值21.75亿美元的安全援助。
俄罗斯国防部当日通报，俄军在扎波罗热摧毁1套美制M-777火炮系统和多门榴弹炮；在赫尔松击毁1台美制“海马斯”多管火箭炮发射装置，打击3处弹药库并击落1架米格-29战机。在顿涅茨克、红利曼和库皮扬斯克等地，俄军继续打击乌军有生力量和军事装备。另外，俄军还在哈尔科夫、卢甘斯克等地击落7架无人机。
乌克兰武装部队总参谋部当日战报称，乌军过去24小时在顿涅茨克10个定居点附近击退俄军进攻。乌空军对俄方兵力集中区实施4次空袭，并摧毁1架俄方无人机。乌导弹和炮兵部队还对俄方3个兵力集中区和1个指挥所实施了打击。
歐洲聯盟成員國、七大工業國集團（G7）和澳洲表示，已就俄羅斯石油產品的價格上限達成協議。
英国媒体《每日电讯报》报道，英国内政部正在考虑把俄罗斯私营防务承包商瓦格纳集团列为“恐怖组织”。

## 2月4日
塔斯社援引俄罗斯国防部发布的消息报道称，在阿拉伯联合酋长国的协助下，经过与乌方谈判，63名俄方在押军事人员被释放并返回俄罗斯。消息称，在俄乌双方交换的在押人员中包括部分“敏感级”人士。乌克兰总统办公室主任叶尔马克通过社交媒体称，乌俄双方完成了新一轮在押人员交换，116名乌方人员已经返回乌境内，其中包括2名军官和114名士兵。另外，乌方还从俄方接收了2名死亡的英国志愿者和1名本国志愿者的遗体。
乌克兰政府驻最高拉达代表梅利尼丘克表示，乌克兰终止了与俄罗斯签署的政府间和平研究太空合作协议。
英国首相里希·苏纳克当天下午与乌克兰总统泽连斯基通电话。两位领导人讨论了乌克兰的最新情况，苏纳克表示他的重点是确保英国的防御性军事装备尽快到达乌克兰。苏纳克还说，乌克兰士兵本周已经开始在英国接受“挑战者2”坦克的训练。
加拿大国防部长阿南德在社交网站上发文表示，加拿大已经开始向乌克兰运送首辆计划交付的豹2坦克，搭载坦克的飞机已从加拿大哈利法克斯出发。葡萄牙总理也承诺将向乌克兰提供豹2坦克。
德国总理朔尔茨在接受媒体采访时表示，乌克兰总统泽连斯基同意不使用西方提供的武器攻击俄罗斯本土。
乌克兰电力公司称敖德薩全市和敖德萨州的部分地区因变电站过载起火导致断电。乌克兰总理杰尼斯·什米加尔指示能源部在24小时内将现有的所有大功率发电机运往敖德萨。什梅加尔称敖德萨地区遭遇了很大规模的事故，即使是关键基础设施的电力供应也很难迅速恢复。
俄罗斯国防部通报称，过去24小时，俄军在库皮扬斯克、红利曼、頓涅茨克、扎波罗热等方向打击乌军火炮、弹药库等目标。此外，俄军还击落乌军13架无人机，拦截各类型火箭弹和战术导弹共5枚。
乌克兰武装部队总参谋部通报称，俄军正在不同方向重新集结兵力，并对库皮扬斯克、红利曼、巴赫穆特等五个方向的乌军防线发起进攻。乌空军当天对俄军人员和武器装备集中区域进行打击。乌导弹和炮兵部队打击了俄军指挥所等目标。

## 2月5日
俄罗斯和伊朗打算在叶拉布加聯合建造一家專門生產改进型见证者-136无人机的工厂，該工廠可以生產至少6000架无人机，這些無人機將投入到烏克蘭戰場。
欧盟、澳大利亚和七国集团正式对俄罗斯石油产品採取禁运和最高限价措施。
赫尔松州、德魯日基夫卡和哈尔科夫境內有房屋和民用基础设施遭到俄羅斯發射的炮彈破壞。此外哈尔科夫国家城市经济学院有建築被摧毁。
烏克蘭總統澤連斯基所屬國會黨團5日宣布，因國防部的貪腐醜聞而承受壓力的國防部長列茲尼科夫將遭到調職，由國防部情報總局長布達諾夫取代。但并未說明具體日期。

## 2月6日
乌克兰最高拉达国家安全、国防与情报委员会批准乌总统泽连斯基向议会提交的关于延长战时状态和总动员令的两个法律草案。乌克兰战时状态和总动员令从2023年2月19日起再延长90天。
加拿大第一批提供給烏克蘭的豹式坦克已經運抵波蘭。

## 2月7日
德國防長到訪基輔。同時德国、荷兰和丹麦国防部长2宣布，乌克兰将在未来几个月内收到至少100豹1A5坦克。

## 2月8日
乌克兰总统泽连斯基抵达英国訪問，并与英国首相苏纳克会见后前往议会发表演讲。英國方面表示願意訓練烏克蘭飛行員。當晚澤連斯基抵達法國巴黎訪問，並與法国总统马克龙及德国总理朔尔茨举行会晤。

## 2月9日
乌克兰总统泽连斯基抵達歐盟總部布魯塞爾訪問。泽连斯基表示乌克兰挫敗了一起摩爾多瓦親俄政變。这一点得到了摩尔多瓦情报部门的证实。
白俄罗斯边防委员会表示，白俄罗斯边防部队8日在布列斯特州斯托林区的边界地带拦截了一架装备摄像机的乌克兰侦察型无人机。
战争研究所表示，俄罗斯军队已经开始在东卢甘斯克地区的西部发动了一次重大攻势，该地区的大部分地区已被俄罗斯占领。
德米特里·梅德韦杰夫在視察鄂木斯克一家坦克工厂時表示要对数千辆坦克进行现代化改造并增加现代化坦克的产量。
乌克兰炮兵表示在克雷明纳附近摧毁了一辆BMPT。
华盛顿邮报报道称，乌克兰方面透露，在战场上乌方需要依赖美国及其盟友提供目标坐标位置，然后再用美国等提供的武器实施打击。乌军人员确定他们想要打击的目标以及目标的大致方位，然后这些信息被提交给乌军高级指挥官，相关信息再被转发给美国，以获得更准确的坐标。美国国防部則對此表示，美国不参与对打击目标的选择。

## 2月10日
扎波罗热、赫梅利尼茨基、哈尔科夫和第聂伯罗彼得罗夫斯克地区遭到俄羅斯導彈襲擊。乌克兰全境拉响防空警报。烏克蘭方面表示俄罗斯向乌克兰境內发射了71枚巡航导弹，其中有61枚被攔截。
俄羅斯發射的導彈在進入烏克蘭領空前飛越了摩爾多瓦的上空。摩爾多瓦方面召見了俄羅斯大使。
美国、德国、澳大利亚等35个国家要求禁止白俄罗斯和俄罗斯参加2024年巴黎奥运会。国际奥委会建议白俄罗斯和俄罗斯的运动员可以以中立運動員的身份参赛。乌克兰表示如果奧委會允许俄罗斯运动员参赛，那麼該國将抵制巴黎奥运会。
美国助理国防部长估计，俄罗斯可能已损失了一半的主战坦克。
连接乌克兰和摩尔多瓦的一座橋被無人機擊中後爆炸。

## 2月11日
俄羅斯外交部副部長表示，俄羅斯已準備好與烏克蘭進行「無條件談判」，但談判「需要建立在現實情況之上」。
德國方面決定从數天後开始讓德国军队对部分乌军士兵进行豹2坦克的操作及维护的相关培训，培训地点位于德国，時間持续6至8周，但内容仅限于最基本的操作，因为全面的培训可能需要数年时间。

## 2月12日
根據乌克兰的数据，2月份每天有824名俄羅斯士兵阵亡。英国国防部表示，这些数据“可能是准确的”。在2022年6月和7月期间，每天约有172名俄罗斯士兵丧生。乌克兰士兵的陣亡率也很高。
每日邮报表示，由于国防开支不足以及向乌克兰提供大量武器，英国军方目前在人力、弹药和武器装备方面存在严重短缺的问题。据英国政府公布的数据，英国是继美国之后向乌克兰提供军事支持的第二大供应国。2022年英国向乌克兰提供了价值23亿英镑的军事支持。此外，英国已经培训约1万名乌克兰士兵。英国首相苏纳克此前已宣布将向乌克兰提供14辆挑战者2坦克以及大约30门AS-90自行火炮。
匈牙利外长西雅尔多·彼得表示，匈牙利反对欧盟对俄罗斯实施第十轮制裁的想法，也反对欧盟对俄罗斯实施的其他所有制裁，因为这无助于实现乌克兰和平，反而有损欧洲经济。
美国驻莫斯科大使馆建议所有美国公民立即离开俄罗斯。
埃隆·馬斯克堅持限制烏克蘭軍方使用星鏈衛星通訊服務，他表示此舉是為了避免星鏈導致衝擊升級以及引發第三次世界大戰。

## 2月13日
国际奥委会主席托马斯·巴赫支持俄罗斯和白俄罗斯运动员以中立身份参加2024年巴黎奥运会。
俄罗斯国防部发言人科纳申科夫通报称，俄军在库皮扬斯克、红利曼等方向打击乌军人员和武器装备。在顿涅茨克地区，俄军打击了位于斯拉维扬斯克的乌军第95空中突击旅的武器装备维修和回收基地。俄防空部队在卢甘斯克地区、扎波罗热地区等地拦截了多枚海马斯多管火箭炮系统发射的火箭弹，击落多架乌军无人机。乌克兰武装部队总参谋部称，乌军过去24小时在顿涅茨克地区、卢甘斯克地区、哈尔科夫地区等地击退俄军进攻。
2月，巴基斯坦向烏克蘭提供了1萬枚用于BM-21火箭炮的火箭弹。
北约秘书长斯托尔滕贝格表示，乌克兰冲突正在耗尽北约军事装备库存，北约国家需要提高军事装备和弹药产量。

## 2月14日
烏克蘭士兵已在波蘭訓練如何操控豹2坦克。挪威決定向烏克蘭提供8輛豹2坦克。
丹麦和荷兰政府表示将不會向乌克兰交付豹2坦克。

## 2月15日
波蘭國防部長表示，波蘭擁有的現代戰機數量極少，無法向烏克蘭提供戰機。
俄罗斯表示，俄军在卢甘斯克东部地区突破了乌克兰的两条防御工事，并将乌克兰军队击退。乌克兰方面表示在武赫拉达附近的20个村镇中击退了俄军的进攻。
一个人权组织表示，俄罗斯劫持6000名乌克兰儿童并将其关入再教育营。

## 2月16日
俄罗斯国防部表示有101名被扣押的俄罗斯军人从乌克兰控制的领土返回。乌克兰总统办公室主任称，有100名乌军士兵和1名平民被交换回国，其中包括63名亚速钢铁厂守军。

## 2月17日
美国政府估计開戰以來瓦格纳集团的傷亡人數已超過30,000。
美国国防部新闻发言人表示，第一批在德国美军基地接受训练的乌克兰士兵已经完成了训练任务。大约635名乌克兰士兵完成了时长约为五周的训练，内容包括训练操作M2布雷德利。

## 2月18日
美國副总统賀錦麗表示，俄罗斯在乌克兰犯有反人类罪。

## 2月20日
美国总统拜登访问乌克兰，并与乌克兰总统泽连斯基会面。这是俄罗斯入侵乌克兰後拜登首次到访烏克蘭。拜登表示美国将向乌克兰提供包括海马斯火箭弹、反坦克系统和雷达等军事装备在內的约5亿美元的援助。
金融时报援引德国基尔世界经济研究所的分析结果，截至2022年12月，乌克兰收到了西方国家承诺的640亿欧元当中的310亿欧元。
日本首相岸田文雄承諾向烏克蘭提供55億美元。

## 2月21日
普京对全国发表国情咨文讲话，为其所作出的侵略行为辩护，并称是美西方国家引发的战争。
俄罗斯外交部召见美国驻俄大使递交外交照会，要求美国从乌克兰撤出「士兵和装备」。

## 2月22日
联合国大会恢复第11次紧急特别会议，对乌克兰局势进行讨论。乌克兰提出了“和平公式”决议草案，白俄罗斯随后提出修正案，要求修改冲突原因等内容。

## 2月23日
西班牙首相佩德罗·桑切斯訪問烏克蘭。
联合国大会通过一项呼吁要求入侵乌克兰的俄罗斯军队立即撤出的決議。共有141國赞成；7國反对該提案；32国弃权。弃权国家中包括中国和印度。投反对票的有俄罗斯、白俄罗斯、叙利亚、朝鲜、马里、尼加拉瓜、厄立特里亚。
俄罗斯国防部聲稱乌克兰正准备入侵德涅斯特河沿岸。摩爾多瓦表示俄羅斯方面在撒謊，烏克蘭根本就沒打算入侵德涅斯特河沿岸。

## 2月24日
俄烏戰爭迎來一周年。世界銀行估計烏克蘭2022年經濟萎縮35%。
波蘭总理马特乌什·莫拉维茨基抵达基辅訪問，而該國提供給烏克蘭的豹式坦克也抵達烏克蘭。
美国宣佈向乌克兰提供20亿美元的援助，并加大对俄罗斯的制裁。
七国集团重申坚定不移支持乌克兰，并警告若有國家对发动战争的俄罗斯提供物质援助，該國将付出沉重代价。
CNN記者向乌克兰总统泽连斯基詢問是否有願意加入由土耳其斡旋的與俄罗斯总统普京之間的谈判，泽连斯基表示拒絕與普京會談。
美国商务部下属的工业安全局将13个实体纳入实体清单，其中包括5家中国实体。美国方面表示这些实体协助了俄罗斯军方。
英国外交部宣布新一轮针对俄罗斯的出口制裁。歐盟批准对俄罗斯的第十轮制裁措施。

## 2月25日
上万民众在德国首都柏林舉行示威抗议活动，反对向乌克兰提供武器。

## 2月26日
烏克蘭和白俄羅斯邊界發生衝突。位於白俄罗斯马丘里什奇空军基地的一架俄罗斯飞机被炸毀，一名白俄羅斯士兵死亡。白俄羅斯游擊隊表示對爆炸事件負責。
乌克兰总理杰尼斯·什梅加尔表示，乌方在今后100年都不可能与俄罗斯和解并合作。
普京表示，北约向乌克兰提供武器，這使得北約成为俄乌冲突的参与者，而西方国家这样做的目的是分裂俄罗斯。
乌克兰总统泽连斯基解除乌克兰联合行动部队司令爱德华·莫斯卡利科夫的职务。该联合部队正在顿巴斯地区作战。此前泽连斯基曾多次表示顿巴斯东部地区局势“困难”且“痛苦”。
一架部署於白俄羅斯的俄軍A-50預警機被自殺式無人機炸毀，事後當地反對派武裝承認責任。

## 2月27日
乌克兰总统泽连斯基在基辅会见了到访的沙特外交大臣费萨尔·本·法尔汉·阿勒沙特。这是两国建交以来沙特外交大臣首次到访乌克兰。沙特将向乌克兰提供4.1亿美元作为人道主义援助资金。
美國財長耶倫到訪烏克蘭首都基輔，並與烏克蘭總統澤連斯基和其他官員會面。耶倫宣布向烏克蘭撥款12億美元財政援助。
欧盟表示由於白俄羅斯当局持续打压国内反对派并支持俄罗斯侵略乌克兰的战争，欧盟已经把针对白俄罗斯的制裁延长一年。

## 2月28日
俄羅斯指控烏克蘭一架軍用無人機試圖襲擊莫斯科地區的一座天然氣設施，同時俄罗斯国防部表示俄军击落了两架瞄准俄罗斯南部民用基础设施的乌克兰无人机。俄羅斯聖彼得堡普爾科沃機場一度暫停所有航班起降，機場附近出現了類似無人機的不明物體。
法國國防部於國會聽證會中，透露正考慮向烏克蘭提供一批二手幻影2000戰鬥機，作為對該國的軍事援助。